# Pina Manique

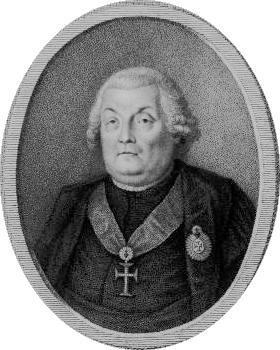
Pina Manique.

Diego Ignacio de Pina Manique (3 de octubre de 1733- 30 de junio de 1805), estudió Leyes en la Universidad de Coímbra, ocupando diversos cargos, antes de ser designado Intendente General da Policía. Fue juez de lo criminal en diversos barrios de Lisboa, superintendente general de Contrabandos y Malversaciones, Juez de Apelaciones de Relaciones con el Puerto, Juez de Apelaciones de Agravos da Casa da Suplicação. 
Hombre de la confianza de Sebastião José de Carvalho e Melo, sin embargo, fue solo nombrado Intendente General da Policía tras la caída del Marqués de Pombal. Acumuló este cargo con el de Juez de apelaciones de Agravos da Casa da Suplicação, contable de Fazenda, superintendente general de Contrabandos y Malversaciones y fiscal de la Junta de Administración de la Compañía de Pernambuco y Paraíba. 
Em 1781, comenzó a funcionar en el Castillo de San Jorge de Lisboa, la Casa Pia, fundada por Pina Manique y destinada inicialmente a recoger mendigos y huérfanos. Durante el reinado de María I de Portugal, su acción como Intendente General de Policía se orientó a reprimir las ideas derivadas de la Revolución francesa, principalmente mediante la prohibición de impresión y distribución de libros y publicaciones y la persecución de diversos intelectuales. Por petición directa de Napoleón Bonaparte, el regente Juan VI de Portugal acabaría por forzar su dimisión. Falleció a los dos años de abandonar el cargo.